# South Russell
South Russell – wieś w Stanach Zjednoczonych, w stanie Ohio, w hrabstwie Geauga.